# Silly season

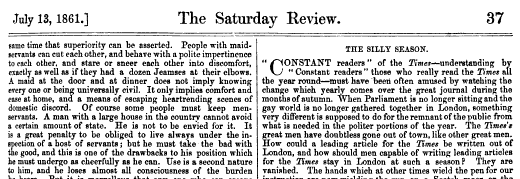
Silly season i ett engelskt verk 1861.

Silly season (sv: Löjlig årstid) var ursprungligen en benämning på sommarsäsongen då medierna har nyhetstorka och publicerar fantasi- och skandalhistorier. Termen används numera mest inom sport, för tiden mellan spelsäsongerna.

## I tidningar och TV
Benämningen uppkom i England vid 1800-talets slut för sommarmånaderna då parlamentet var stängt och verksamheten hos myndigheter och företag gick på lågvarv. Tidningarna hade då inte de vanliga politiska och ekonomiska nyheterna att skriva om utan fyllde sina sidor med vandringssägner, skandalhistorier och berättelser om brott och ond bråd död.
Fenomenet möter oss än idag på somrarna med tidningar och TV-nyheter fulla av nyheter om allt från råttor i pizzor till tårdrypande kändishistorier och spekulativa berättelser om mord. På svenska kallas perioden sommartorka och nyheterna rötmånadshistorier. Fantasifulla vandringssägner kallas klintbergare.

## Inom sport
Inom sport används termen som en benämning på tiden mellan säsongerna, då ligamatcher inte spelas och tidningarna spekulerar i spelarnas eventuella klubbyten. Dock är transferfönstret öppet och spelare byter klubbar. ”Silly season” används oftast inom lagspel som bandy, basket, fotboll och ishockey. Anledningen till benämningen är att under denna period sprids rykten i massmedia om vilken spelare som kommer hamna i vilken klubb. Numera förekommer dock i många fall även spelarövergångar under säsongerna. Perioden inträffar olika tider på året, beroende på sport och del av världen. Generellt är det under sommarmånaderna de flesta övergångar sker både inom hockey och fotboll. De stora europeiska fotbollsligorna har även ett transferfönster under januari månad.